# Villers-sous-Ailly
Villers-sous-Ailly är en kommun i departementet Somme i regionen Hauts-de-France i norra Frankrike. Kommunen ligger i kantonen Ailly-le-Haut-Clocher som tillhör arrondissementet Abbeville. År 2022 hade Villers-sous-Ailly 174 invånare.

## Befolkningsutveckling
Antalet invånare i kommunen Villers-sous-Ailly
| Referens: INSEE |